# سن-فیلیپ، کبک
سن-فیلیپ (به فرانسوی: Saint-Philippe) شهری در منطقه شهری روسیون ناحیه مونترژی در استان کبک کانادا است. در سرشماری سال ۲۰۱۱ این شهر ۴٬۷۶۳ نفر جمعیت داشته‌است و مساحت آن ۶۱٫۶۶ کیلومتر مربع است.